# Oreanthes sperlingii
Oreanthes sperlingii är en ljungväxtart som beskrevs av J.L. Luteyn. Oreanthes sperlingii ingår i släktet Oreanthes och familjen ljungväxter. Inga underarter finns listade i Catalogue of Life.